# Казанли
Казанли́ (крим. Qazanlı, рос. Казанлы) — колишнє село в Криму, у південно-західній частині сучасного Білогірського району Автономної Республіки Крим. Розташовувалося на північному схилі Карабі-Яйли в передгір'ях Головного пасма Кримських гір. Остання відома згадка датована 17 грудня 1926 року.